# Phrurotimpus dulcineus
Phrurotimpus dulcineus là một loài nhện trong họ Phrurolithidae.
Loài này thuộc chi Phrurotimpus. Phrurotimpus dulcineus được Willis J. Gertsch miêu tả năm 1941.